# Mystery of the Wax Museum
Mystery of the Wax Museum is een horrorfilm uit 1933 van regisseur Michael Curtiz met in de hoofdrol Lionel Atwill, Fay Wray, Glenda Farrell en Frank McHugh.
De film is een van de laatste films die werd gemaakt met het Technicolor-proces met twee kleuren. Het Mysterie of the Wax Museum kreeg een nieuwe versie in 1953 met House of Wax met Vincent Price in de hoofdrol. Daar waar de focus van het origineel vooral lag op mysterie, daar draaide de nieuwe versie zich meer op de horrorelementen.

## Rolverdeling
| Acteur               | Personage                 |
| -------------------- | ------------------------- |
| Lionel Atwill        | Ivan Igor                 |
| Fay Wray             | Charlotte Duncan          |
| Glenda Farrell       | Florence Dempsey          |
| Frank McHugh         | Jim                       |
| Allen Vincent        | Ralph Burton              |
| Gavin Gordon         | George Winton             |
| Edwin Maxwell        | Joe Worth                 |
| Holmes Herbert       | Dr Rasmussen              |
| Claude King          | Mr Galatalin              |
| Arthur Edmund Carewe | Sparrow – Professor Darcy |
| Thomas E. Jackson    | Detective                 |
| DeWitt Jennings      | Police Captain            |
| Matthew Betz         | Hugo                      |
| Monica Bannister     | Joan Gale                 |